# Ай-Коликъёган
Ай-Коликъёган (также Ай-Колекъёган) (устар. Ай-Колик-Ёган) — река в России, протекает по территории Нижневартовского района Ханты-Мансийского автономного округа. Устье реки находится в 104 км от устья по левому берегу реки Коликъёган. Длина реки — 120 км, площадь водосборного бассейна — 1160 км².
Основные притоки: Нелкеёган, Энтль-Ульёган.

## Данные водного реестра
По данным государственного водного реестра России относится к Верхнеобскому бассейновому округу, водохозяйственный участок реки — Вах, речной подбассейн реки — бассейны притоков (Верхней) Оби от Васюгана до Ваха. Речной бассейн реки — (Верхняя) Обь до впадения Иртыша.